# 山口县
山口縣（日语：／ Yamaguchi ken */?）是位於日本本州最西部的縣，為中國地方五縣之一，縣治為山口市，最大城市為下關市。現今縣境為德川幕府時代的長州藩（當時的周防國和長門國），藩主是受幕府排斥的外樣大名毛利氏，藩廳設在萩城（現山口縣萩市），所以又叫毛利藩或萩藩。山口縣為本州最西端的都道府縣，隔關門海峽與九州地方相望。

## 簡介
山口縣位於日本中國地方，縣內土地大部分屬於山陽地方，北部的萩市、長門市則是歸類在山陰地方西部。縣廳位於該縣中部的山口市，最大都市則是位於該縣西端的下关市，其中下關市與位於九州的福岡縣北九州市僅一水之隔，兩市隔關門海峽相望，透過多條跨海橋隧相連，並形成一跨縣都會區。
縣的東部與廣島縣、島根縣地區緊密相接。
山口县岛屿面积270.3685平方公里，人口66,522。
山口縣平常生活中使用山口方言。

## 地理
它形如半島，西北兩面瀕臨日本海，南臨瀨户內海，隔關門海峽與九州相望，西距朝鮮半島也不遠。
自古以來，山口就是连通日本本州與九州和朝鲜半岛以至中国的交通要冲。在歷史上，山口地区也一直占有重要位置，历来为兵家必争之地。山口縣面積6100平方公里，山地丘陵佔90%以上，低地只有1/10。縣都位於山口市，重要城市有下關市、岩国市。
周邊海域
- 瀨戶內海 - 周防灘
- 日本海 - 響灘

主要河川
- 一級河川
  - 佐波川
  - 小瀨川
- 二級河川
  - 錦川
  - 椹野川
  - 厚東川
  - 木屋川
  - 阿武川

### 氣候
整體上屬於瀨戶內海式氣候，但從日本海方面至内陸地區為日本海側氣候，冬季時陰天的日子較多，也可見雪。特別是内陸部分的阿東町、萩市内陸部分、周南市與岩国市等位於北部的地方為在縣內也可見到積雪的地區。

### 自然公園
- 國立公園
  - 瀨戶內海國立公園

## 歷史

### 山口縣與政治家

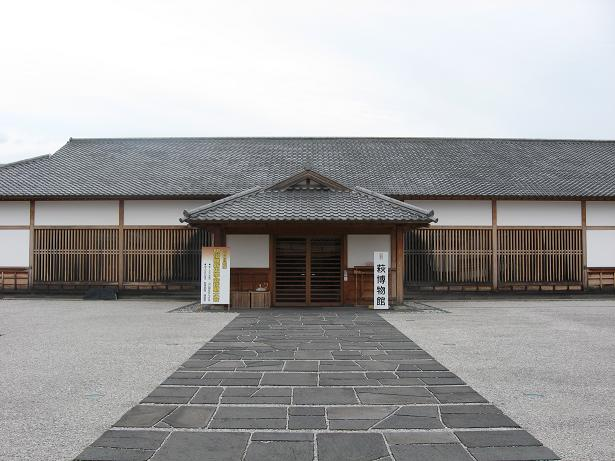
萩博物館

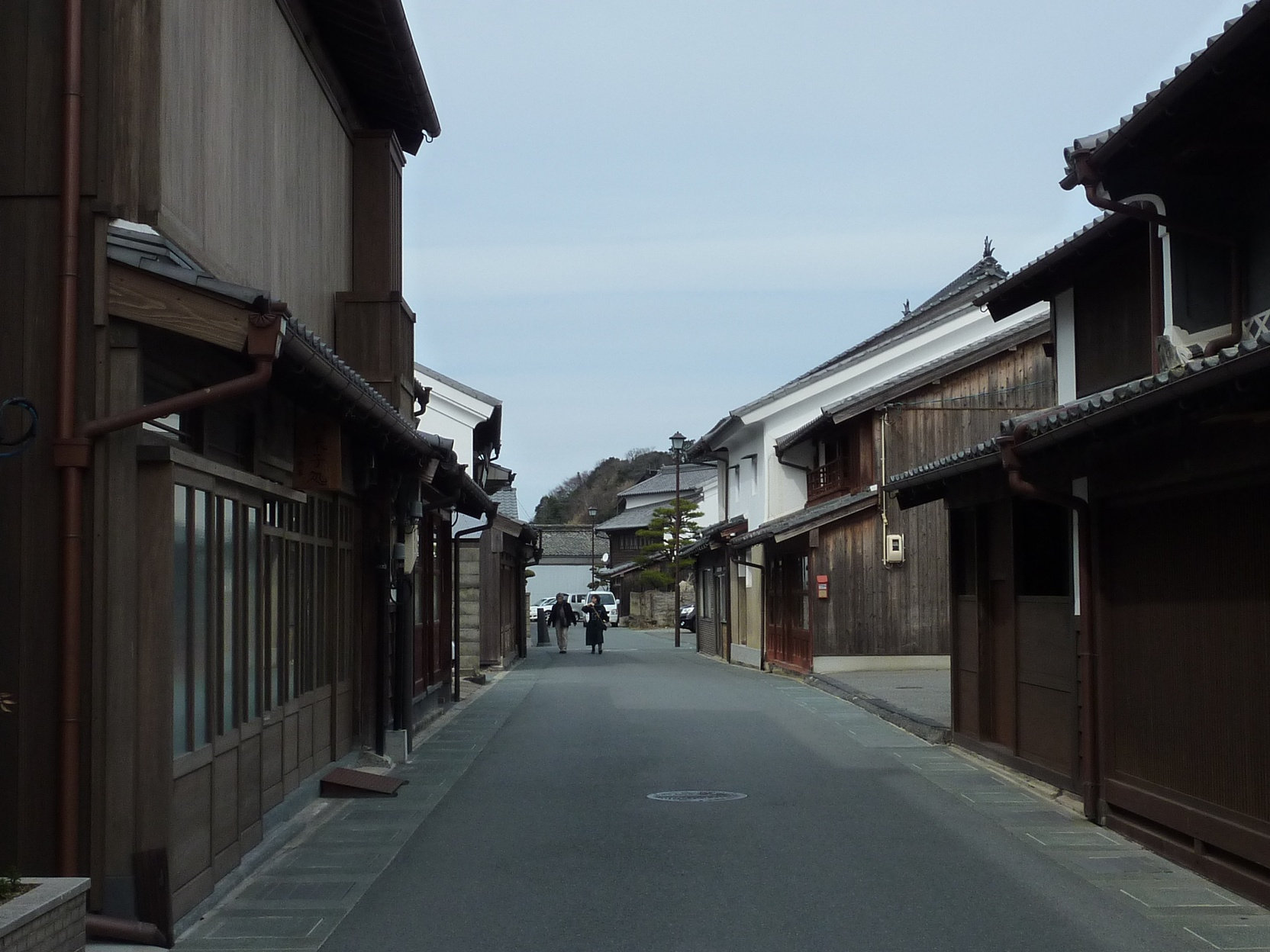
萩市大字（古蹟保護區）

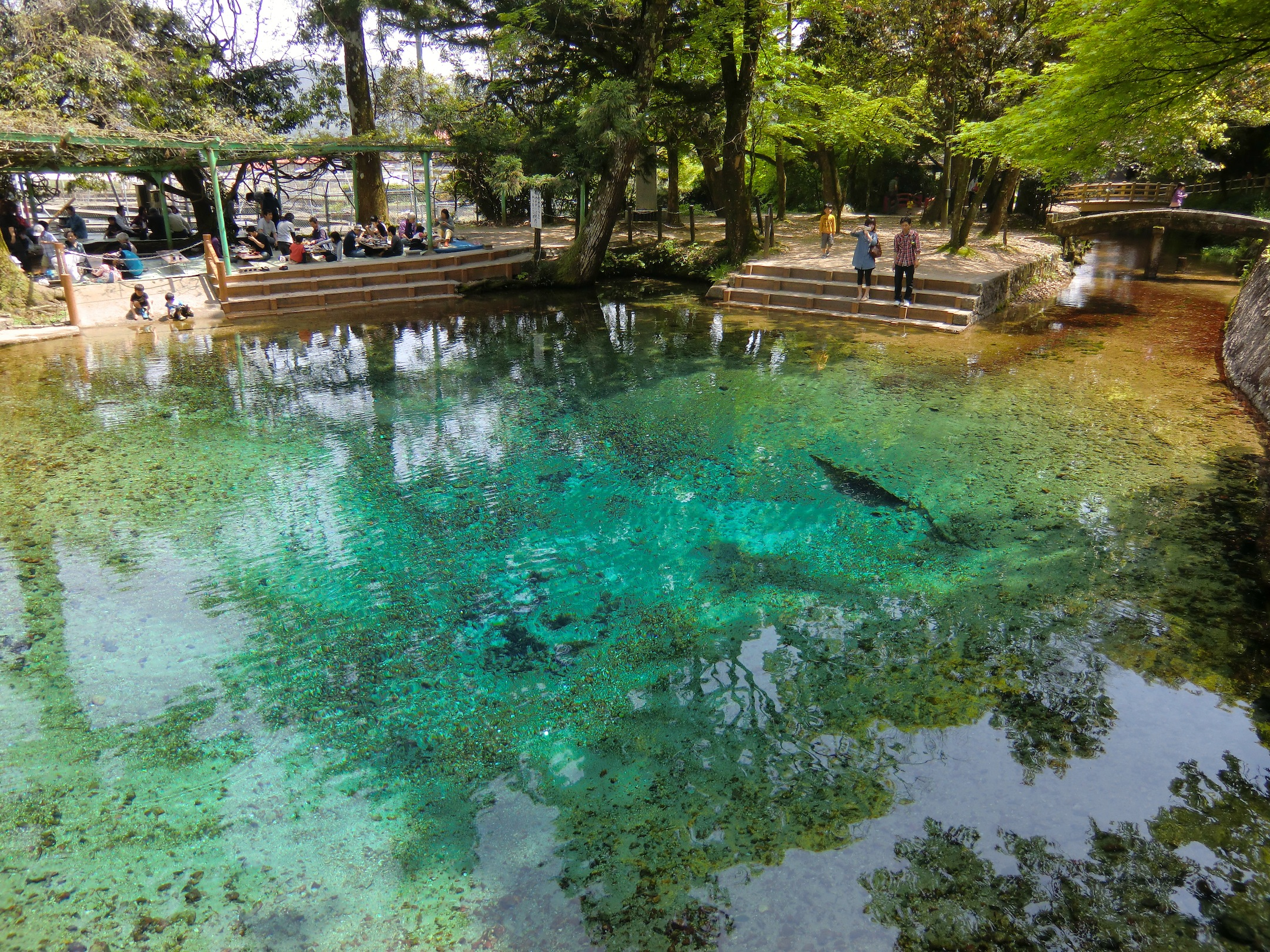
別府辯天池

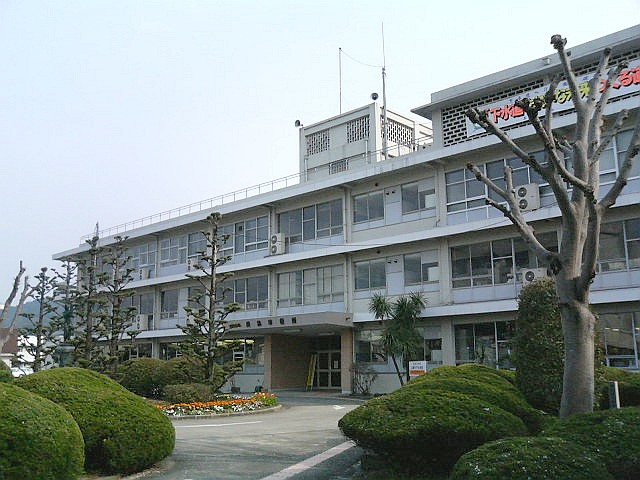
美禰市

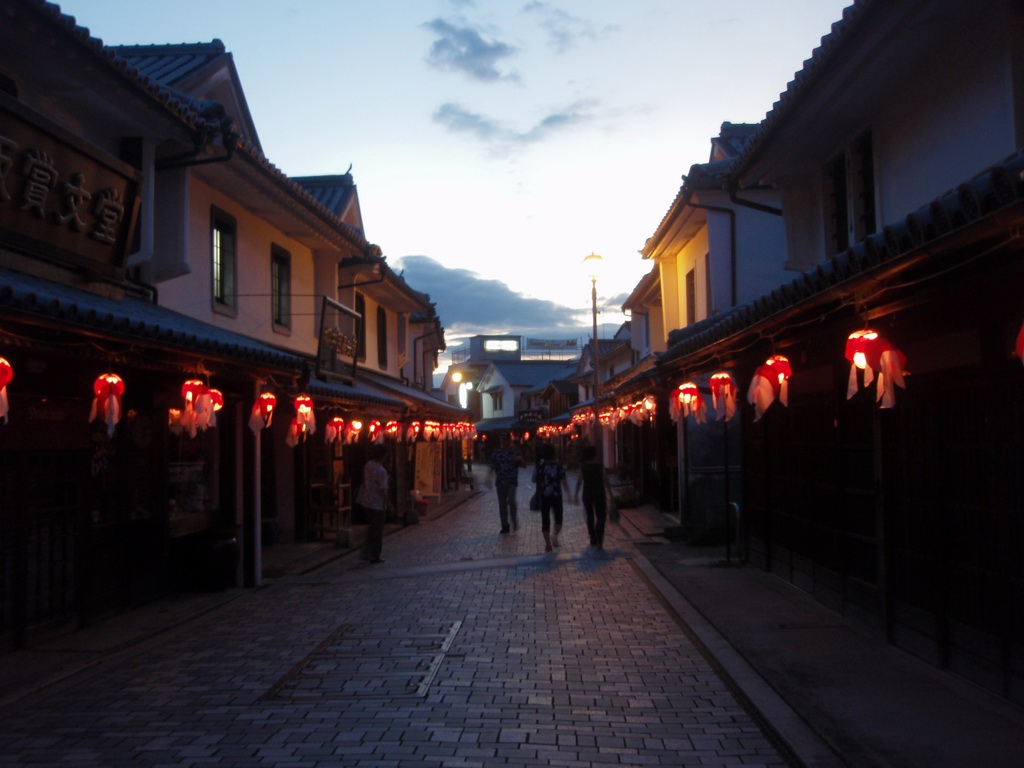
柳井市

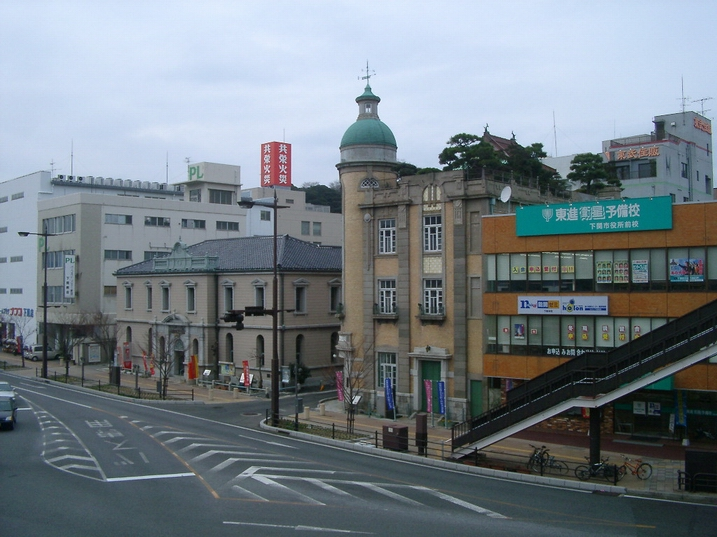
下關市

山口縣有「政治縣」的別稱，出身于該縣的日本首相位居各都道府縣之冠。64位首相就有9位出自山口縣，包括：伊藤博文、山縣有朋、桂太郎、寺內正毅、田中義一、岸信介、佐藤榮作、安倍晉三、菅直人，遠拋離排名第二的東京都（5位首相）。對於臺灣而言，日治時期的臺灣總督中，第2至5任的桂太郎、乃木希典、兒玉源太郎、佐久間左馬太與第11任的上山滿之進皆出身山口縣。
德川幕府时代末期长州藩政府秘密派往英国留学的五位藩士─伊藤博文、山尾庸三、井上勝、井上馨、远藤谨助有长州五杰之稱，在當時日本的政治上發揮巨大影響力。
另外，幕末時期(1853 - 1867)，幕府排斥的外樣大名长州藩和薩摩藩（今鹿兒島縣）共同成為討幕運動中心，後來的明治維新時期，長州藩政治家輩出，形成了日本藩閥政治中佔主導地位的「長州閥」，因此明治維新後日本政局也長期由長州藩（山口縣）等南方出身者把持。
最西面的下關市區的下關港周邊，古稱赤間關（あかまがせき），亦寫作訓讀相同的赤馬關（あかまがせき），音讀為（せきばかん），簡稱馬關（ばかん）並成為其別名。1894年中日甲午戰爭爆發後，大清國（中國）戰敗并被迫与日本在此舉行和談並簽訂《馬關條約》（《下關條約》）。

## 經濟

### 主要企業
總部設置於山口縣内的企業
- 山口金融集團股份（下關市） - 山口銀行等
- 過渡狀態科技公司（宇部市）
- 宇部興產（宇部市）

於山口縣内設置生產點的主要企業
- 新日本製鐵（光製鐵所 / 光市）
- 日立製作所（笠戶事業所 / 下松市）
- 普利司通（下關工場 / 下關市、防府工場 / 防府市）
- 馬自達（防府工場 / 防府市、美禰汽車測驗場 / 美禰市）
- 三菱重工業（下關造船所 / 下關市）
- 神戶製鋼所（下關製造所 / 下關市）
- 日清食品（下關工場 / 下關市）
- 禧玛诺（下關工場 / 下關市）

### 特產
| 水果・蔬菜     | 水果・蔬菜                                   |
| -------------- | -------------------------------------------- |
| 夏蜜柑         | 萩的特產物。                                 |
| 魚介類・海產物 |                                              |
| 河魨           | 下關的河豚有名。                             |
| 鮟鱇魚         | 下關的鮟鱇魚為全國有數的捕獲量。             |
| 梭子蟹         | 宇部是瀨戶內海最大漁獲地。                   |
| 肉類・乳製品   |                                              |
| 和牛           | 無角和種（萩市）、油谷但馬牛（長門市油谷）。 |
| 鄉土料理       |                                              |
| 夏蜜柑丸漬     | 夏蜜柑砂糖漬物點心。（萩市）                 |
| 從兄弟煮       | 傳統煮物料理。（萩市）                       |
| 工藝品・民藝品 |                                              |
| 萩燒           | 國家指定的傳統工藝品。                       |
| 大內塗         | 國家指定的傳統工藝品。                       |
| 赤間硯         | 國家指定的傳統工藝品。                       |
| 萩玻璃         |                                              |
| 參考資料：     |                                              |

## 以山口縣為舞台的作品
电影
- 七夕之夏（チルソクの夏）（下关市）

動畫
- 新世紀福音戰士（新世紀エヴァンゲリオン，一部場景）（宇部市）
- 我的主人愛作怪（これが私の御主人様）（宇部市）

## 大眾媒體

### 地方報紙
- 《山口新聞》（全县覆盖，山口合同新闻社）
- 《宇部新報》（宇部市、山陽小野田市）
- 《防府日報》（防府市）
- 《日刊新周南》（周南市、下松市、光市）
- 《柳井日日新聞》（柳井市）
- 《日刊岩国》（岩国市）
- 《長門時事新聞》（長門市）

### 全国报纸
一般報紙（全國報）
- 《朝日新聞》
- 《每日新聞》
- 《讀賣新聞》
- 《日本經濟新聞》

體育報（全國報）
- 《日刊體育》
- 《體育日本》
- 《體育報知》

其他（全國報）
- 《MINATO新闻》（日语称，是一份专门报道有关水产业的日刊报纸。）

### 電子媒體
- NHK山口放送局（電視、廣播）
- KRY山口放送（電視、廣播）
- TYS電視山口（電視）
- YAB山口朝日放送（電視）
- FM山口（調頻廣播）

## 交通

### 鐵路
西日本旅客鐵道（JR西日本）
- 山陽新幹線
- 山陽本線
- 山陰本線
- 宇部線
- 山口線
- 美禰線
- 岩德線
- 小野田線

錦川鐵道（第三部門鐵道）
- 錦川清流線

九州旅客鐵道（JR九州）
- 山陽本線

### 国际轮渡
- 下关港，前往中华人民共和国山东省青岛、江苏省苏州太仓和韩国釜山的渡轮航行。

### 航空
- 山口宇部機場

## 出身名人
- 安倍晉三

## 外部連結
- 山口縣廳官方網站 （页面存档备份，存于） (日文)
  - 山口縣 Chinese Site Menu （页面存档备份，存于）
- 山口縣观光联盟 （页面存档备份，存于）